# Alexander Cohoon
Alexander Cohoon, född 17 september 2002, är en brittisk simmare.

## Karriär
Vid U23-EM 2023 i Dublin tog Cohoon brons på 100 meter frisim samt var en del av Storbritanniens kapplag som tog silver på 4×100 meter mixed frisim. Vid kortbane-EM 2023 i Otopeni var Cohoon en del av Storbritanniens kapplag som tog guld på 4×50 meter frisim. Han erhöll även ett guld på 4×50 meter mixed frisim och ett silver på 4×50 meter medley efter att ha simmat försöksheaten i båda grenarna där Storbritannien sedermera tog medalj i finalerna.
Cohoon tävlade för Storbritannien vid olympiska sommarspelen 2024 i Paris, där han blev utslagen i försöksheatet på 50 meter frisim och slutade på totalt 33:e plats. Cohoon simmade även försöksheatet på 4×100 meter frisim där Storbritannien kvalificerade sig för finalen och sedermera slutade på femte plats.